# Wapen van Riegmeer

Het wapen van het waterschap Riegmeer

Het wapen van Riegmeer werd op 10 juli 1958 per Koninklijk besluit aan het waterschap Riegmeer verleend. In 1995 ging het waterschap met de andere waterschappen De Oude Vaart, De Wold Aa, Middenveld en Smilde op in het nieuwe waterschap Meppelerdiep. Hiermee verviel het wapen.

## Blazoenering
De blazoenering luidt als volgt:
Gedeeld ; I in goud een adelaar van sabel, gebekt, getongd en gepoot van keel; II in keel een dwarsbalk van zilver, beladen met een viskop van azuur. Het schild gedekt met een gouden kroon van drie bladeren en twee paarlen.
De heraldische kleuren zijn goud (geel), keel (rood), sabel (zwart) en zilver. Het schild is gedekt met een gravenkroon.

## Geschiedenis
Na de oprichting van het 13.000 hectare grote waterschap Riegmeer, had het bestuur van het waterschap ook interesse om een waterschapswapen te voeren. Er werd een ontwerp gemaakt en die werd op 13 december 1957 naar de Hoge Raad van Adel verstuurd. Er werd nadien nog gecorrespondeerd over het wapen, want het bleek nodig te zijn om wat dingen uit het oorspronkelijke ontwerp te veranderen. Zo werd de dwarsbalk in lengte gehalveerd en van rechtsonder naar het midden verplaatst. Ook kreeg de adelaar die linksboven in het ontwerp zat wat meer ruimte, en werd het aantal vissenkoppen van drie naar een verminderd. Het bestuur ging met het ontwerp van de Hoge Raad van Adel akkoord en zo werd het in 1958 in gebruik genomen. Het is thans het eerste wapen dat een waterschap kreeg toegewezen in Drenthe.

## Symboliek
De adelaar komt uit het wapen van de familie van Echten, deze bestuurden tevens de heerlijkheid Echten. Echten lag grotendeels in het waterschapgebied van Riegmeer. Ten slotte symboliseren de dwarsbalk en de vissenkop de ontginning en de waterwegen in het gebied.

## Vergelijkbare wapens

Het wapen van Zuidwolde
Het wapen van Middenveld
Het wapen van Noordenveld
Het wapen van het Waterschap Noordoostpolder

Drentse Aa ·
Amsterdamscheveld ·
Bargerbeek ·
Eemszijlvest ·
Emmer-Erfscheidenveen ·
Hesselte ·
Hunze en Aa ·
Loo- en Drostendiep ·
Meppelerdiep ·
Middenveld ·
De Monden ·
Nijeveen-Kolderveen ·
Noordenveld ·
Oostermoerse Vaart ·
De Oude Vaart ·
Reest en Wieden ·
Riegmeer ·
De Runde ·
Smilde ·
't Suydevelt ·
De Veenmarken ·
De Vledder en Wapserveense Aa ·
Weerdinge ·
De Wold Aa ·
Wold en Wieden ·
Zuiveringsschap Drenthe